# Leucadendron flexuosum
Leucadendron flexuosum är en tvåhjärtbladig växtart som beskrevs av I. Williams. Leucadendron flexuosum ingår i släktet Leucadendron och familjen Proteaceae. Inga underarter finns listade i Catalogue of Life.